# Communauté solaire de Drake Landing
La Communauté solaire de Drake Landing est un écoquartier situé à Okotoks, dans l'Alberta au Canada. Il est composé de 52 habitations individuelles et sa construction s'est achevée en 2007. Le quartier est conçu de manière que 90 % des besoins de chauffage annuel des habitations soient couverts grâce à la chaleur produite par des panneaux solaires thermiques. Afin d'atteindre ce rendement, 800 collecteurs solaires ont été installés sur les toits des 52 garages, et un système de stockage de chaleur saisonnier a été mis en place. En 2012, 97 % des besoins de chauffage de la communauté ont été couverts par l'énergie solaire, ce qui constitue un record mondial pour une installation de cette taille.

## Principes de fonctionnement
L'approvisionnement en chaleur du lotissement fonctionne avec un réseau de chaleur qui permet de collecter l'énergie produite par les panneaux solaires de chaque maison et de la stocker pendant les mois estivaux, pour une utilisation principale en hiver.
Les garages des 52 habitations sont recouverts de 800 collecteurs, d'une surface de 44 m2 par habitation, reliés à un échangeur de chaleur situé au sein du centre énergétique (Energy center) de la communauté. Cette partie du système est appelée « circuit solaire ». La chaleur collectée, quand ce circuit solaire est en fonctionnement, est utilisée pour chauffer l'eau de deux réservoirs de 120 m3 de stockage à court terme dans le centre énergétique qui comporte aussi les dispositifs nécessaires, commandes, pompes, échangeurs, et la chaudière d'appoint fonctionnant au gaz naturel. Ces réservoirs sont reliés au réseau de chaleur alimentant chaque habitation pour ses besoins énergétiques en chauffage, d'environ 10 000 kWh/an/habitation, pour une ville à 1 000 m d'altitude, froide en hiver (la température pouvant atteindre −15 °C) mais ensoleillée (surtout en été), pour un total d'environ 1 600 kWh/m2/an.
Pendant les mois les plus chauds, la chaleur n'étant pas utilisée, elle est transférée du réservoir de stockage à court terme vers un système de stockage saisonnier souterrain. En hiver, la chaleur est déstockée du système de stockage saisonnier pour chauffer l'eau du réservoir de stockage de court terme, pour être ensuite distribuée via le réseau de chaleur.
Une chaudière d'appoint au gaz est située dans chaque maison, pour fournir la chaleur complémentaire à l'eau chaude sanitaire afin de garantir une température nettement plus élevée que celle du chauffage, quand l'énergie disponible sur le toit des maisons avec deux capteurs solaires indépendants de ceux du garage, pour l'eau chaude sanitaire domestique, est insuffisante,.

## Stockage saisonnier
Alimenté principalement pendant les mois estivaux par la chaleur produite par les panneaux solaires, collectée au niveau du réservoir de stockage à court terme, le système de stockage saisonnier utilise la capacité de stockage thermique du sous-sol pour fonctionner.
Un total de 144 tubes de 35 mètres de profondeur et de 15 cm de diamètre sont installés régulièrement dans un puits de 35 mètres de diamètre. Le puits est isolé de l'environnement extérieur sur ses côtés et sur sa partie supérieure grâce à du sable et des matériaux isolants.
En été circule dans chaque tube l'eau chaude en provenance du réservoir de stockage courte durée. La chaleur est ainsi échangée avec la terre et la roche qui composent le puits et peut être récupérée en hiver en injectant de l'eau dans les tubes qui sera à l'inverse chauffée par la chaleur accumulée dans le puits.
L'inertie thermique du puits étant très importante, il a fallu attendre plus de trois années avant que le système ne fonctionne à sa température optimale.

### Principes physiques
De façon plus détaillée,, (voir conduction thermique), la chaleur moyenne stockée se diffuse au cours du temps, sur des années, tout autour, sur une distance qui croit par diffusion thermique comme la racine carré du temps, environ 6 m la première année, donnée par la diffusivité thermique de la terre ou de la roche, sur le double 12 m en (2 × 2 =) 4 ans, sur le triple 18 m en (3 × 3 = 9) ans, etc. , ce qui ralentit la vitesse de pertes thermiques comme la racine carrée du temps environ, en chauffant le pourtour du puits lentement sur de nombreuses années.
Le puits est ainsi quasi isolé par la lenteur de la diffusion thermique qui pénètre la terre autour sur des distances qui demandent un temps de plus en plus long, comme le carré de la distance parcourue par diffusion thermique.
Si en hiver on refroidissait le puits autant qu'il est chauffé l'été, de façon symétrique sinusoïdale autour d'environ 12 °C, la température moyenne annuelle, pour, par exemple maintenir une serre à cette température, chauffant l'hiver et climatisant l'été, les oscillations de température ne pénétreraient tout autour que sur la longueur de pénétration pour des oscillations de période un an, 6 m environ, pour la valeur de la diffusivité thermique du sol, qui explique qu'une oscillation sinusoïdale de température ne pénètre que sur une longueur caractéristique de pénétration avec une atténuation exponentielle avec la profondeur.
L'équation de la chaleur est la même que celle de pénétration des ondes radiofréquences ou micro-ondes dans un métal, qui sont stoppées par les métaux assez épais, et les oscillations sinusoïdales de température sont stoppées de la même façon, typiquement à un cycle par seconde sur 1 mm, et pour un cycle de un an sur 6 à 10 m.
Sur plusieurs années, seule la composante non sinusoïdale chauffant à environ 50 °C (principe de superposition d'équation linéaire de diffusion,), diffuse lentement en profondeur sur des années, comme observé sous forme d'une amélioration avec le temps.
Cette propriété de la diffusion, qui ralentit comme la racine carrée du temps, permet de stocker à long terme sur des grands volumes pas chers, sans aucune isolation conventionnelle, avec d'autant moins de pertes que la dimension du volume 35 m ici est très supérieure à cette longueur de diffusion annuelle 6 m environ. 
Si la chaleur se déplaçait à vitesse constante, on perdrait tout, d'autant que les isolations conventionnelles, sur des énormes récipients fort chers, sont inefficaces à long terme, une fois que le régime stationnaire de pertes thermiques est établi en peu de temps (jours ou semaines), car alors les pertes thermiques deviennent proportionnelles au temps, à vitesse constante. 
La distance entre les tubes, environ 2 m, doit au contraire être nettement inférieure à cette distance de diffusion sur un an de façon que la température soit à peu près uniforme sur tout le volume en environ un mois. Ainsi, tout ce volume d'environ 33 000 m3 se comporte comme un réservoir thermique à température assez uniforme, qui décroît lentement tout autour dans la terre environnante, ceci d'autant plus lentement que le stockage chaud est ancien, comme c'est visible sur les figures de fonctionnement de la communauté solaire de Drake Landing. 
On stocke proportionnellement au nombre d'années et les pertes sont comme la racine carrée de ce nombre d'années, ce qui explique l'amélioration vers l'optimum après 3 à 5 ans, se bonifiant avec le temps.